# Jim Busby
Jim Busby (ur. 14 czerwca 1942 roku) – amerykański kierowca wyścigowy.

## Kariera
Busby rozpoczął karierę w międzynarodowych wyścigach samochodowych w 1970 roku od startów w US Formula A/F5000 Championship, gdzie jednak nie zdobywał punktów. W późniejszych latach Amerykanin pojawiał się także w stawce World Sportscar Championship, World Challenge for Endurance Drivers, IMSA Camel GT Challenge, World Championship for Drivers and Makes, IMSA Camel GTO, IMSA Camel GT Championship, 24-godzinnego wyścigu Le Mans, FIA World Endurance Championship, IMSA GTU Championship, IMSA Camel GTP Championship oraz American Racing Series.